# Tăng trưởng acid
Tăng trưởng axit liên quan đến khả năng của các tế bào thực vật và thành tế bào thực vật kéo dài hoặc mở rộng nhanh chóng ở độ pH thấp (axit). Thành tế bào cần được sửa đổi để duy trì áp suất trương. Sự điều chỉnh này được kiểm soát bởi các hoocmon thực vật như auxin. Auxin cũng kiểm soát sự biểu hiện của một số gen thành tế bào. Hình thức tăng trưởng này không liên quan đến việc tăng số lượng tế bào. Trong quá trình tăng trưởng axit, các tế bào thực vật mở rộng nhanh chóng vì các thành tế bào được tạo ra mở rộng hơn nhờ expansin, một loại protein nới lỏng phụ thuộc vào pH. Expansin nới lỏng các kết nối giống như mạng giữa các vi sợi cellulose trong thành tế bào, cho phép tăng thể tích tế bào bằng phương pháp trương và thẩm thấu. Một chuỗi điển hình dẫn đến điều này sẽ liên quan đến sự ra đời của một hoóc môn thực vật (auxin là một ví dụ) gây proton (H+ ion) được bơm ra của tế bào vào vách tế bào. Do đó, dung dịch thành tế bào trở nên có tính axit hơn. Nó đã được đề xuất bởi các nhà khoa học khác nhau rằng lớp biểu bì là một mục tiêu duy nhất của chất phụ gia nhưng lý thuyết này đã bị từ chối theo thời gian. Điều này kích hoạt hoạt động mở rộng, làm cho bức tường trở nên mở rộng hơn và trải qua quá trình thư giãn căng thẳng trên tường, cho phép tế bào lấy nước và mở rộng. Lý thuyết tăng trưởng axit đã gây tranh cãi trong quá khứ.